# Thanatus atlanticus
Thanatus atlanticus là một loài nhện trong họ Philodromidae.
Loài này thuộc chi Thanatus. Thanatus atlanticus được Lucien Berland miêu tả năm 1936.